# Право на избор
„Право на избор“ е български игрален филм (драма) от 1989 година на режисьора Емил Цанев, по сценарий на Любомир Чолаков. Оператор е Димитър Лисичаров. Музиката във филма е композирана от Кирил Дончев.

## Актьорски състав
- Асен Гаджалов – Заро
- Атанас Атанасов – Жоро
- Георги Георгиев – Гец
- Йосиф Сърчаджиев
- Стефка Илиева
- Катерина Евро
- Румен Иванов
- Васил Михайлов
- Пламен Сираков
- Стефан Сърчаджиев
- Красимир Рангелов
- Любен Чаталов
- Веселин Вълков
- Мария Стефанова
- Рали Пунев
- Симеон Владов